# Piers John Sellers
Piers John Sellers (11. dubna 1955 Crowborough, hrabství Sussex, Spojené království – 23. prosince 2016 Houston, Texas) byl anglo-americký meteorolog a kosmonaut. Ve vesmíru byl třikrát.

## Život

### Studium a zaměstnání
Absolvoval střední školu Cranbrook School v městě Cranbrook, hrabství Kent, stát Spojené království (zakončil roku 1976) a poté ve studiu pokračoval na University of Edinburgh. Magisterské studium ukončil v roce 1976 a stal se vědcem-ekologem. Doktorát získal na univerzitě Leeds University v britském Leedsu.
Zaměstnání získal u agentury NASA v Goddard Space Flight Center.
V letech 1996 až 1998 absolvoval výcvik budoucích kosmonautů v Houstonu, poté byl zařazen do tamní jednotky astronautů NASA. Zůstal v ní do června 2011. I poté u NASA zůstal zaměstnán.
Oženil se, jeho manželkou se stala Amanda, rozená Lomasová.

### Lety do vesmíru
Na oběžnou dráhu se v raketoplánu dostal třikrát ve funkci letového specialisty, pracoval na orbitální stanici ISS, strávil ve vesmíru 35 dní, 9 hodin a 2 minuty. Absolvoval také 6 výstupů do volného vesmíru v celkové délce pobytu 41 hodin a 10 minut.
Byl 422. člověkem ve vesmíru.
- STS-112 Atlantis (7. říjen 2002 – 19. říjen 2002)
- STS-121 Discovery (4. července 2006 – 17. července 2006)
- STS-132 Atlantis (14. května 2010 – 26. června 2010)

Zemřel 23. prosince 2016 na rakovinu slinivky.